# Compsocryptus unicolor
Compsocryptus unicolor là một loài tò vò trong họ Ichneumonidae.